# グッドビアクラブ
グッドビアクラブ（Good Beer Club）は、非営利なビール消費者団体である。2004年初頭に結成された。ビール関連のイベントの開催や後援、メールマガジンや定期的に発行される機関紙「Good Beer Times」にて会員向けにビールに関する情報を提供している。

## ビアコミュニティ
グッドビアクラブは各種ビアコミュニティを持つ。ビアコミュニティはグッドビアクラブの活動の核の一つである。
ビアコミュニティには「地域ビアコミュニティ」と「分科会ビアコミュニティ」の二種類がある。前者は地域を中心に活動を行う。後者は特定のテーマを持ったコミュニティである。グッドビアクラブの会員なら誰でもビアコミュニティの設立が可能である。

## イベントの開催や後援
グッドビアクラブは各種イベントの開催に携わる。会員限定のイベントの他、東京リアルエールフェスティバルへの後援のように一般向けのイベントにも携わっている。